# 서울대학교 법학연구소
서울대학교 법학연구소는 서울대학교에서 법학을 다루는 연구소다. 학술지 '서울대학교 법학' 창간을 계기로 1959년부터 서울대학교 법과대학 부설 비교법연구소로 운영되어 오다가 1966년 9월 28일에 국립학교 설치령이 개정되면서 서울대학교 본교 산하의 부속 연구소로 승격되었다. 현재는 서울대학교 학칙 제23조 제3항, 서울대학교 법학연구소 규정에 설치 근거를 두고 있다. 산하에 헌법·통일법센터, 건설법센터, 법과경제연구센터 등 대한민국 법학계에서 드물게 연구되는 법학의 세부 전문분야들을 집중적으로 다루는 연구소다.